# Charles H. Pond

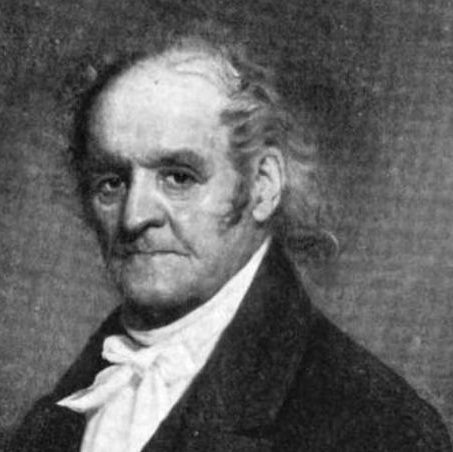
Charles H. Pond

Charles Hobby Pond (* 26. April 1781 in Milford, Connecticut; † 28. April 1861 ebenda) war ein US-amerikanischer Politiker und von 1853 bis 1854 Gouverneur des US-Bundesstaates Connecticut. Er war Mitglied der Demokratischen Partei.

## Frühe Jahre und politischer Aufstieg
Charles Hobby Pond graduierte 1802 an der Yale University, studierte anschließend Jura und wurde dann als Anwalt zugelassen. Aufgrund seiner schlechten gesundheitlichen Verfassung praktizierte er niemals. Pond unternahm eine ausgedehnte Schiffsreise, um sich davon zu erholen. Nach seiner Rückkehr war er zwischen 1818 und 1819, sowie auch zwischen 1836 und 1837, als beisitzender Richter am New Haven County Court tätig. Er war auch von 1820 bis 1834 Sheriff von New Haven. Pond wurde 1850 zum Vizegouverneur von Connecticut gewählt. Er wurde 1852 und 1853 in das Amt wiedergewählt.

## Gouverneur von Connecticut
Am 13. Oktober 1853 trat Gouverneur Thomas H. Seymour von seinem Amt zurück und Pond, der zu der Zeit das Amt des Vizegouverneurs innehatte, übernahm dessen Amtsgeschäfte. Während seiner Amtszeit verabschiedete der US-Senat das Kansas-Nebraska-Gesetz, das einen großen Meinungsstreit im ganzen Staat verursachte. Das Gesetz machte Sklaverei in einem neuen großen Gebiet rechtlich möglich und belebte wieder den herben Streit über die Ausdehnung der Sklaverei, welcher nach der Übereinkunft von 1850 ruhte und somit den Beginn des Sezessionskriegs beschleunigte. Pond entschied sich, nicht noch einmal für das Amt des Gouverneurs von Connecticut zu kandidieren, und zog sich vom öffentlichen Dienst zurück.

## Weiterer Lebenslauf
Charles H. Pond verstarb am 28. April 1861 und wurde auf dem Milford Cemetery beigesetzt. Er war mit Catharine Dickinson verheiratet. Das Paar hatte sieben gemeinsame Kinder.